# Санта-Фе-Спрингс
Санта-Фе-Спрингс (англ. Santa Fe Springs) — город в округе Лос-Анджелес в штате Калифорния в Соединённых Штатах Америки.
Согласно данным переписи населения США 2020 года число жителей города 
составляло 19 219 человек, что, для такого небольшого населённого пункта, существенно больше (+ 18.5%), чем было во время предыдущей переписи проводившейся в 2010 году (16 223 человека).

## История
Капрал Хосе Мануэль Ньето, которому тогда было 65 лет, подал прошение губернатору Педро Фагесу на эту землю и в 1789 году Фагас получил официальное разрешение на грант. Участок Ньето был одним из крупнейших, площадью 300 000 акров (1200 км2), от Тихого океана до холмов Пуэнте. Это стало известно как «Ранчо Ла Занха», куда он переехал со своей женой Терезой и сыном Хуаном Хосе. Вскоре эта территория стала большой скотоводческой империей, а позже районом Санта-Фе-Спрингс.

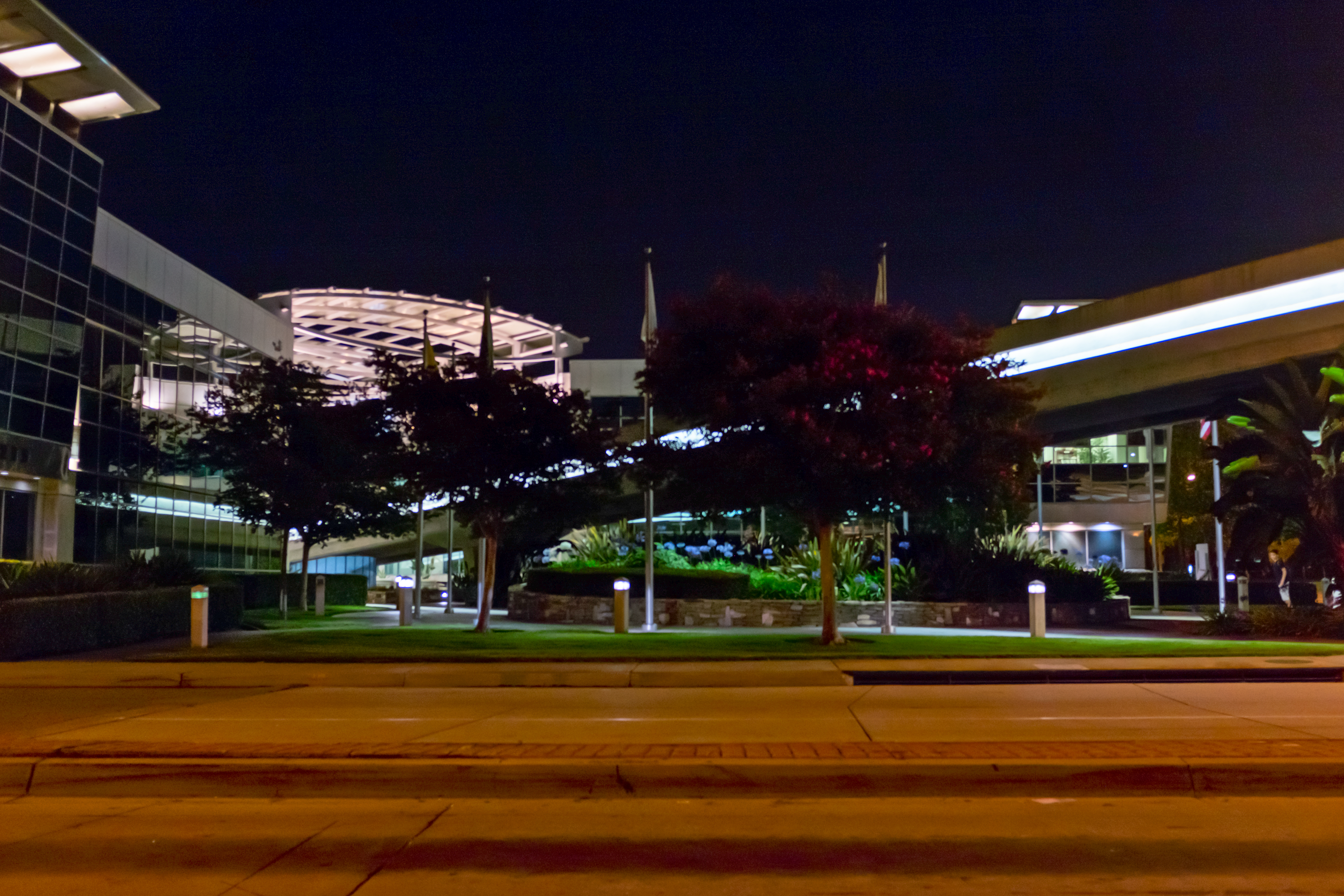
Санта-Фе-Спрингс

Доктор Джеймс Э. Фултон приехал в этот район в качестве агента San Gertrudes Land Company в 1871 году. Он обнаружил серный источник при бурении скважины и к 1874 году превратил его в оздоровительный спа-центр с двухэтажным санаторием под названием Fulton’s Sulfur Wells в районе, который сегодня называется Heritage Park. Он включал в себя ветряную мельницу, чтобы качать воду в бассейн для купающихся. Он принимал около 400 пациентов в год. Позже, в 1886 году, железная дорога Atchison, Topeka & Santa Fe Railway выкупила землю у Фултона, чтобы провести железнодорожную линию из Лос-Анджелеса в Сан-Диего.
Приход железной дороги существенно стимулировал развитие экономики города, также катализатором этого послужила нефть найденная в окрестностях.
В дважды (1959, 1971) город был награждён премией All-America City Award (с англ. — «Всеамериканский город») присуждаемой Национальной гражданской лигой, которую неофициально называют «Нобелевской премией за конструктивное гражданство» и которая выдается за активную гражданскую позицию жителей некорпоративных сообществ Соединённых Штатов в жизни местного самоуправления. 
Санта-Фе-Спрингс считается родиной легендарного спортивного автомобиля «AC Cobra».

## География
Согласно данным Бюро переписи населения США, общая площадь города составляет 8,9 квадратных миль (23 км2) из которых 8,9 квадратных мили (23 км2) — это суша, а 0,04 квадратных мили (0,10 км2 или 0,45%) приходится на водную поверхность.